# Aphantorhaphopsis
Aphantorhaphopsis är ett släkte av tvåvingar. Aphantorhaphopsis ingår i familjen parasitflugor.
Kladogram enligt Dyntaxa:
| Aphantorhaphopsis | \| \| Aphantorhaphopsis samarensis \| \| \| \| \| \| Aphantorhaphopsis siphonoides \| \| \| \| \| \| Aphantorhaphopsis verralli \| \| \| \| |
|                   | \| \| Aphantorhaphopsis samarensis \| \| \| \| \| \| Aphantorhaphopsis siphonoides \| \| \| \| \| \| Aphantorhaphopsis verralli \| \| \| \| |
|                   | Aphantorhaphopsis samarensis |
|                   | |
|                   | Aphantorhaphopsis siphonoides |
|                   | |
|                   | Aphantorhaphopsis verralli |
|                   | |